# 南方神社 (さいたま市)

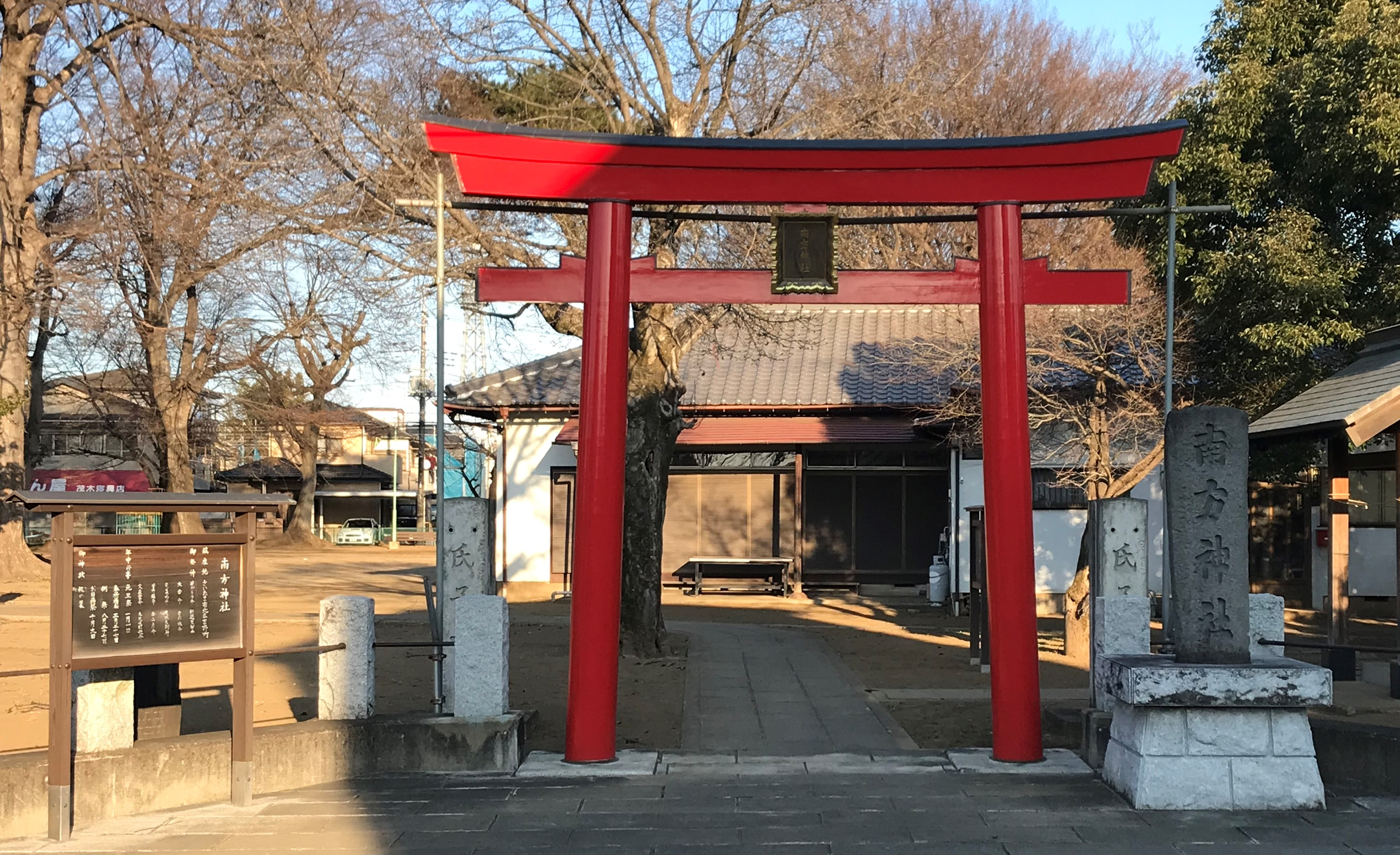
鳥居

南方神社（なんぽうじんじゃ）は、埼玉県さいたま市北区の神社。

## 歴史
創建年代は不明である。ただ江戸時代後期の地誌『新編武蔵風土記稿』に記載されていることから、その頃には既に存在していたものと推測される。当初は「諏訪社」という名称であった。
「不動院」が別当寺であった。不動院は真言宗の寺院で、同市同区の清浄院住職の隠居寺であったが、明治初期の神仏分離により、廃寺に追い込まれた。現在は清浄院の境外仏堂「不動堂」として現存している。
1874年（明治7年）に周辺の4社を合祀、1907年（明治40年）の神社合祀により、更に多くの神社が合祀された。その際に、主祭神の建御名方命（たけみなかた）から「南方（みなかた）」とし、更に「なんぽう」と読ませることで「南方神社（なんぽうじんじゃ）」と称することになった。

## 交通アクセス
- 宮原駅より徒歩23分。